# NGC 5302
NGC 5302 је спирална галаксија у сазвежђу Кентаур која се налази на NGC листи објеката дубоког неба.
Деклинација објекта је - 30° 30' 43" а ректасцензија 13h 48m 49,8s. Привидна величина (магнитуда) објекта NGC 5302 износи 12,2 а фотографска магнитуда 13,1. NGC 5302 је још познат и под ознакама ESO 445-43, MCG -5-33-18, PGC 49007.